# 夜浪
《夜浪》是一部由史蒂芬·金於1969年所著的短篇小說，當時發佈在Ubris雜誌上，後來收錄在短篇小說集《有時候，他們會回來》內，後來於1978年出版的長篇小說《末日逼近》就是根據此故事改編而成。故事講述特里斯普斯病毒肆虐地球後，一群倖存者在沙灘上的日子。